# Route de l'Étang
Ne doit pas être confondu avec Chaussée de l'Étang.
La route de l'Étang est une voie située dans le 12e arrondissement de Paris, en France.